# Zaoleshenka
Zaoleshenka (en ruso: Заолешенка) es un pueblo ruso perteneciente al óblast de Kursk. Situado en el suroeste del país, forma parte del raión de Sudzha.

## Geografía
Zaoleshenka está situado a orillas del río Oleshnya, 2 km al noroeste de Sudzha y 88 km al suroeste de Kursk. La frontera entre Rusia y Ucrania se encuentra a 7,5 km, y forma parte de la región histórica de Ucrania Libre. 

## Historia
El 6 de agosto de 2024, el pueblo fue escenario de una incursión en la óblast de Kursk de las Fuerzas Armadas de Ucrania en el transcurso de la guerra ruso-ucraniana. El 15 de agosto, el gobierno ucraniano anunció la formación de una administración militar para brindar ayuda humanitaria a los civiles y mantener la ley y el orden, donde se integró a Zaoleshenka. El 15 de marzo el Ministerio de Defensa de Rusia anunció oficialmente que sus tropas habían liberado las localidades de Zaoleshenka y Rubanschina.

## Demografía
La evolución demográfica de Zaoleshenka entre 2002 y 2021 fue la siguiente:
| 2808                           | 2679 | 2513 |
| (Fuente: Population of Russia) |      |      |

En el censo de 2010, el 98% de la población eran rusos.

## Infraestructura

### Arquitectura, monumentos y lugares de interés
En el pueblo está la iglesia de Elías el Profeta, construida en 1875.

### Transporte
Zaoleshenka se encuentra en las carreteras regionales: 38K-004 (Dyakónovo-Sudzha-frontera con Ucrania), 38K-030 (Rylsk-Korénevo-Sudzha) y 38K-024 (Lgov - Sudzha).